# Persone di nome Glen
| Questa pagina contiene informazioni ricavate automaticamente dalle voci biografiche con l'ausilio del template Bio e di un bot. L'aggiornamento è periodico e automatico e ricostruisce completamente la pagina. Se manca una persona in questa lista, sei pregato di non aggiungerla, ma accertati piuttosto che la sua voce biografica contenga il template Bio e che i dati anagrafici siano correttamente compilati. Se il template Bio manca, inseriscilo tu stesso o, in alternativa, metti l'avviso {{tmp\|Bio}} che ne segnala la mancanza. Se i dati riportati sono sbagliati, correggi direttamente la voce biografica; le modifiche saranno visibili in questa lista entro pochi giorni. Per chiarimenti vedi il progetto antroponimi. La lista contiene solo le 72 persone che sono citate nell'enciclopedia e per le quali è stato implementato correttamente il template Bio. Pagina aggiornata al 23 mag 2025. |

Questa è una lista di persone presenti nell'enciclopedia che hanno il nome Glen, suddivise per attività principale.

## Allenatori di calcio(4)
- Glen De Boeck, allenatore di calcio e ex calciatore belga (Boom, n. 1971)
- Glen Moss, allenatore di calcio e ex calciatore neozelandese (Hastings, n. 1983)
- Glen Riddersholm, allenatore di calcio danese (Esbjerg, n. 1972)
- Glen Salmon, allenatore di calcio e ex calciatore sudafricano (Salisbury, n. 1977)

## Allenatori di hockey su ghiaccio(2)
- Glen Hanlon, allenatore di hockey su ghiaccio e ex hockeista su ghiaccio canadese (Brandon, n. 1957)
- Glen Metropolit, allenatore di hockey su ghiaccio e ex hockeista su ghiaccio canadese (Toronto, n. 1974)

## Animatori(2)
- Glen Keane, animatore statunitense (Filadelfia, n. 1954)
- Glen Murakami, animatore, regista e produttore televisivo statunitense

## Assassini seriali(1)
- Glen Edward Rogers, serial killer statunitense (Hamilton, n. 1962 - Raiford, † 2025)

## Attori(4)
- Glen Barry, attore irlandese (Dublino, n. 1982)
- Glen Cavender, attore statunitense (Tucson, n. 1883 - Hollywood, † 1962)
- Glen Powell, attore statunitense (Austin, n. 1988)
- Glen White, attore statunitense (n. 1880)

## Autori televisivi(1)
- Glen A. Larson, autore televisivo e produttore televisivo statunitense (Los Angeles, n. 1937 - Santa Monica, † 2014)

## Bassisti(2)
- Glen Matlock, bassista britannico (Londra, n. 1956)
- Glen Moore, bassista statunitense (Portland, n. 1941)

## Batteristi(2)
- Glen Sobel, batterista statunitense (Los Angeles, n. 1963)
- Glen Velez, batterista e percussionista statunitense (Dallas, n. 1949)

## Calciatori(11)
- Glen Adam, ex calciatore neozelandese (n. 1959)
- Glen Collins, ex calciatore neozelandese (Christchurch, n. 1977)
- Glen Crowe, ex calciatore irlandese (Dublino, n. 1977)
- Glen Fitzpatrick, calciatore irlandese (Dublino, n. 1981)
- Glen Gwynne, ex calciatore australiano (Mossman, n. 1972)
- Glen Johnson, ex calciatore inglese (Londra, n. 1984)
- Glen Johnson, ex calciatore canadese (Vancouver, n. 1951)
- Glen Kamara, calciatore finlandese (Tampere, n. 1995)
- Glen Little, ex calciatore inglese (Wimbledon, n. 1975)
- Glen Rea, calciatore inglese (Brighton, n. 1994)
- Glen Trifiro, calciatore australiano (Sydney, n. 1989)

## Cantanti(5)
- Glen Benton, cantante e bassista statunitense (Niagara Falls, n. 1967)
- Glen Burtnik, cantante, compositore e polistrumentista statunitense (Irvington, n. 1955)
- Glen Campbell, cantante, polistrumentista e paroliere statunitense (Billstown, n. 1936 - Nashville, † 2017)
- Glen Vella, cantante maltese (Santa Venera, n. 1984)
- Glen White, cantante britannico (Saint Kitts e Nevis, n. 1946)

## Cantautori(2)
- Glen Hansard, cantautore, chitarrista e attore irlandese (Dublino, n. 1970)
- Nitty Gritty, cantautore giamaicano (Kingston, n. 1958 - New York, † 1991)

## Cestisti(11)
- Glen Combs, ex cestista statunitense (Hazard, n. 1946)
- Glen Denham, ex cestista neozelandese (Dunedin, n. 1966)
- Glen Gondrezick, cestista statunitense (Boulder, n. 1955 - Henderson, † 2009)
- Glen McGowan, ex cestista statunitense (Los Angeles, n. 1981)
- Max Morris, cestista e giocatore di football americano statunitense (Norris City, n. 1925 - Reno, † 1998)
- Glen Pettinger, cestista canadese (Toronto, n. 1928 - Ottawa, † 2019)
- Glen Rice, ex cestista statunitense (Flint, n. 1967)
- Glen Rice, cestista statunitense (Miami, n. 1991)
- Glen Saville, ex cestista australiano (Bendigo, n. 1976)
- Glen Whisby, cestista e allenatore di pallacanestro statunitense (Chicago, n. 1972 - † 2017)
- Glen Williams, cestista e allenatore di pallacanestro americo-verginiano (St. Croix, n. 1954 - New York, † 2017)

## Chitarristi(3)
- Glen Alvelais, chitarrista statunitense (n. 1968)
- Glen Buxton, chitarrista statunitense (Akron, n. 1947 - Clarion, † 1997)
- Glen Drover, chitarrista canadese (Ottawa, n. 1969)

## Danzatori(1)
- Glen Tetley, danzatore e coreografo statunitense (Cleveland, n. 1926 - Palm Beach, † 2007)

## Direttori della fotografia(1)
- Glen MacWilliams, direttore della fotografia statunitense (Saratoga, n. 1898 - Seal Beach, † 1984)

## Giocatori di football americano(3)
- Glen Collins, ex giocatore di football americano statunitense (Jackson, n. 1959)
- Glen Edwards, ex giocatore di football americano statunitense (St. Petersburg, n. 1947)
- Glen Toonga, giocatore di football americano britannico (Londra, n. 1995)

## Giocatori di poker(1)
- Glen Chorny, giocatore di poker canadese (Waterloo)

## Lottatori(1)
- Glen Brand, lottatore statunitense (Clarion, n. 1923 - Omaha, † 2008)

## Montatori(1)
- Glen Scantlebury, montatore statunitense (Annandale, n. 1955)

## Nuotatori(1)
- Glen Housman, ex nuotatore australiano (Rockhampton, n. 1971)

## Piloti automobilistici(1)
- Glen Wood, pilota automobilistico e dirigente sportivo statunitense (Stuart, n. 1925 - Patrick, † 2019)

## Politici(1)
- Clay Higgins, politico statunitense (New Orleans, n. 1961)

## Produttori discografici(1)
- Spot, produttore discografico e polistrumentista statunitense (Los Angeles, n. 1951 - Sheboygan, † 2023)

## Produttori televisivi(1)
- Glen Morgan, produttore televisivo, sceneggiatore e regista statunitense (California, n. 1961)

## Psichiatri(1)
- Glen O. Gabbard, psichiatra e psicoanalista statunitense (n. 1949)

## Rugbisti a 15(2)
- Glen Jackson, rugbista a 15, arbitro di rugby a 15 e allenatore di rugby a 15 neozelandese (Feilding, n. 1975)
- Glen Osborne, ex rugbista a 15 e conduttore televisivo neozelandese (Wanganui, n. 1971)

## Sceneggiatori(1)
- Glen Mazzara, sceneggiatore e produttore televisivo statunitense (New York, n. 1967)

## Scrittori(2)
- Glen Duncan, scrittore britannico (Bolton, n. 1965)
- Glen MacDonough, scrittore, librettista e paroliere statunitense (New York, n. 1870 - Stamford, † 1924)

## Scrittori di fantascienza(1)
- David Brin, scrittore di fantascienza e astronomo statunitense (Glendale, n. 1950)

## Vescovi cattolici(1)
- Glen John Provost, vescovo cattolico statunitense (Lafayette, n. 1949)

## Wrestler(1)
- Thrasher, wrestler statunitense (Camden, n. 1969)